# Джон Хана
Джон Хана (на английски: John Hannah) е шотландски актьор.

## Частична филмография

### Филми
- 1994 – „Четири сватби и едно погребение“ (Four Weddings and a Funeral)
- 1998 – „Плъзгащи се врати“ (Sliding Doors)
- 1999 – „Мумията“ (The Mummy)
- 1999 – „Ураганът“ (The Hurricane)
- 2000 – „Цирк“ (Circus)
- 2001 – „Мумията се завръща“ (The Mummy Returns)
- 2002 – „Много мъже за Люси“ (I'm with Lucy)
- 2003 – „Доктор Джекил и мистър Хайд“ (Dr. Jekyll and Mr. Hyde)
- 2007 – „Последният легион“ (The Last Legion)
- 2008 – „Мумията: Гробницата на императора дракон“ (The Mummy: Tomb of the Dragon Emperor)

### Телевизия
- 1995-1998 – McCallum
- 2000-2001 – „Ребус“ (Rebus)
- 2001 – Наричана още
- 2003 – Фрейзър
- 2006-2007 – New Street Law
- 2010 – „Спартак: Кръв и стомана“ (Spartacus: Blood and Sand)
- 2010 – „Спартак: Боговете на арената“ (Spartacus: Gods of the Arena)
- 2012 – „Щети“ (Damages)
- 2013-2015 – „Атлантида“ (Atlantis)
- 2013 – „Елементарно, Уотсън“ (Elementary)
- 2016 – „Агентите на ЩИТ“ (Agents of S.H.I.E.L.D.)